# 박수현 (1988년)
박수현(1988년 2월 14일 ~ )은 대한민국의 배우이다.

## 출연작
- 2009년 요가학원 - 연주 안티팬 목소리 역
- 2004년 미안하다, 사랑한다
- 2004년 매직
- 2004년 사랑을 할꺼야